# Eletica rugiceps
Eletica rugiceps là một loài bọ cánh cứng trong họ Meloidae. Loài này được Ancey miêu tả khoa học năm 1880.